# Puerto Villamil
Puerto Villamil är en ort i Ecuador.   Den ligger i kantonen Cantón Isabela och provinsen Galápagos, i den västra delen av landet, 1 400 km väster om huvudstaden Quito. Puerto Villamil ligger 8 meter över havet och antalet invånare är 2 200. Den ligger på ön Isabela.
Terrängen runt Puerto Villamil är huvudsakligen platt, men åt nordväst är den kuperad. Havet är nära Puerto Villamil söderut.